# Chełm (Pojezierze Ińskie)

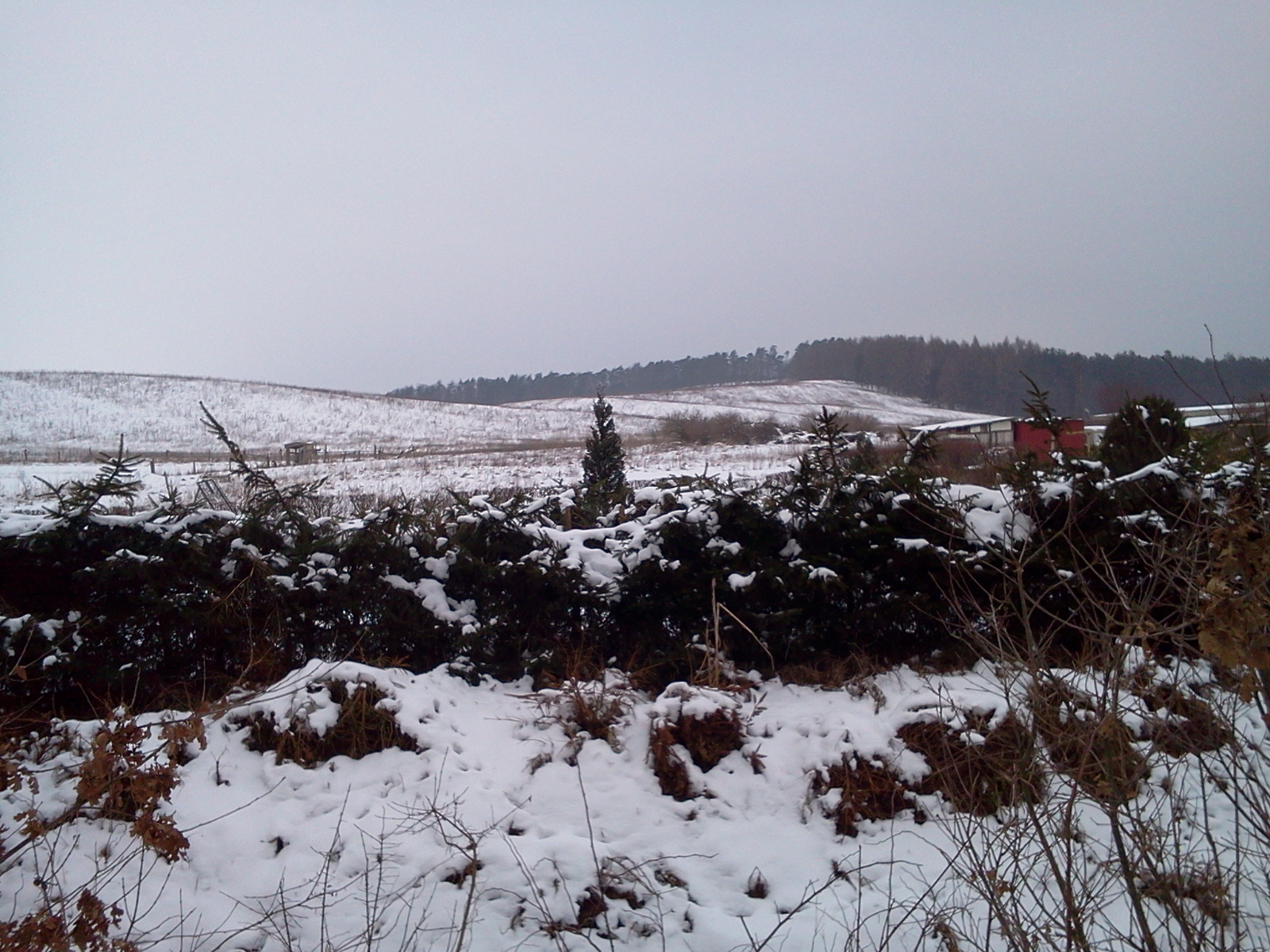
Góra Chełm widok z Unimia

Chełm – wzniesienie o wysokości 108,1 m n.p.m. na pograniczu Pojezierza Ińskiego i Wysoczyzny Łobeskiej, położone w woj. zachodniopomorskim, w powiecie łobeskim, w gminie Łobez. 
W kierunku północno-wschodnim od Chełma rozciąga się Wysoczyzna Łobeska, a na południe Pojezierze Ińskie.
Północny zalesiony teren Chełma jest objęty specjalnym obszarem ochrony siedlisk Dorzecze Regi.
Przy północno-wschodnim zboczu wzniesienia znajduje się jezioro Chełm. Bardziej na zachód przebiega z południa na północ dolina rzeki Regi. Na południe od Chełma leży wieś Unimie.
Nazwę Chełm wprowadzono urzędowo w 1955 roku, zastępując poprzednią niemiecką nazwę Gollen-Berg.